# 洪公祠
洪公祠是中国安徽省宣城市泾县桃花潭镇查济村的一座明代祠堂建筑。
1998年5月，宝公祠、二甲祠、洪公祠、德公厅屋、进士门、怀素堂六处明清古建筑列为安徽省文物保护单位。2001年6月，作为查济古建筑群的子项被公布为第五批全国重点文物保护单位 。